# Батуев, Антон Вячеславович
Анто́н Вячесла́вович Бату́ев (род. 8 мая 1985, Чусовой, Пермский край) — российский скелетонист, выступавший за сборную России с 2007 года по 2016 год, представлял спортивное общество ЦСКА. Мастер спорта международного класса.
Обладатель двух золотых, пяти серебряных, двух бронзовых медалей Межконтинентального кубка, четырёхкратный серебряный призёр Кубка Европы, трехкратный бронзовый призёр национального первенства, обладатель золотой медали первенства России.

## Биография
В детстве жил в одном доме с будущим партнёром по команде Сергеем Чудиновым.
Активно заниматься санным спортом начал в детском возрасте на базе школы олимпийского резерва «Огонек».
В 2004 году поступил в Московский педагогический государственный университет по специальности преподаватель физической культуры. В 2005 году перешел в московскую команду экспериментальной школы высшего мастерства «Воробьёвы горы». В 2008 году стал лауреатом премии по поддержке талантливой молодежи, установленной Указом Президента РФ от 6 апреля 2006 г. и был награжден дипломом Министерства образования и науки Российской Федерации.
В 2007 году стал членом национальной сборной и в ноябре дебютировал на этапе Кубка Европы, заняв на трассе в австрийском Иглсе тридцать четвёртое место. Однако уже две недели спустя на этапе в немецком Кёнигсзее был восьмым, впервые попав в десятку лучших данного турнира.
В сезоне 2008/09 продолжил участие в заездах европейского кубка, дважды приезжал шестым. В 2009 году впервые соревновался в зачёте Межконтинентального кубка, показав лучшее время на винтербергском этапе, когда приехал тринадцатым, при этом четыре раза попадал в двадцатку сильнейших.
Сезон 2010/11 принес Батуеву четыре серебра на Кубке Европы. Например, в январе 2011 года на этапе в швейцарском Санкт-Морице он опередил немцев Максимилиана Грассля и Кристофера Гротера на 0,02 и 0,64 секунды соответственно. Кроме того, на интерконтинентальных соревнованиях в латвийской Сигулде Антон выиграл две серебряные награды.
В 2012 году дебютировал на взрослом чемпионате мира, показав на трассе американского Лейк-Плэсида шестнадцатое время. С 2011 по 2015 являлся неоднократным призёром и победителем Интерконтинентальных кубков по скелетону среди мужчин. Был отмечен правительственной телеграммой руководителя департамента физической культуры и спорта города Москвы Алексея Воробьева за золотую медаль на межконтинентальном кубке по скелетону в г. Уистлер, Канада.
Состоял в команде по подготовке к первым зимним олимпийским играм в Сочи 2014. Является действующим рекордсменом (52,920 с) трассы в Лиллхаммере.

## Награды

### Интерконтинентальный кубок
- Калгари 2015
- Калгари 2015
- Уистлер 2015
- Уистлер 2015
- Лиллехаммер 2015
- Уистлер 2014
- Альтенберг 2013
- Сигулда 2011
- Сигулда 2011

### Кубок Европы
- Санкт-Мориц 2011
- Чезана 2010
- Чезана 2010
- Иглс 2010

### Чемпионат России
- Сочи 2013
- Сигулда 2012
- Сигулда 2011

### Кубок России
- Сигулда 2009

### Зимняя Спартакиада России
- Сигулда 2008